# 藤原忠家
藤原 忠家（ふじわら の ただいえ）は、平安時代中期の公卿。藤原北家御子左流、権大納言・藤原長家の次男。官位は正二位・大納言。

## 経歴
後朱雀朝末の寛徳元年（1044年）に元服して従五位下に叙爵し、翌寛徳2年（1045年）侍従次いで左近衛権少将に任官する。寛徳3年（1046年）従五位上次いで正五位下、永承3年（1048年）従四位下次いで従四位上、永承4年（1049年）正四位下と順調に昇進し、永承5年（1051年）従三位に叙せられ公卿に列した。
公卿昇任後も、永承6年（1052年）正三位・右近衛中将、天喜2年（1054年）従二位と昇進し、康平3年（1060年）参議に任ぜられる。参議任官後も引き続き中将を兼ね、康平6年（1063年）権中納言、康平7年（1064年）正二位、延久4年（1072年）権大納言に叙任された。この間の康平8年（1065年）中宮権大夫を兼ねると、皇太后宮権大夫・太皇太后宮大夫として、約10年に亘って章子内親王に仕えている。
承暦4年（1080年）藤原師実の関白就任を不満として出仕を取り止めていた内大臣・藤原信長が太政大臣に祭り上げられた際、忠家は大納言に昇進した。しかし、信長と近かった忠家は弟の藤原祐家とともにこの人事を不満として、出仕を取り止めてしまい、翌永保元年（1081年）不出仕により職封を止められている。
応徳3年（1086年）堀河天皇の即位式では外弁を務め、翌応徳4年（1087年）の踏歌節会では内弁を務めた。寛治4年（1090年）9月25日出家。最終官位は大納言正二位。翌寛治5年（1091年）11月7日に薨去。享年59。

## 官歴
『公卿補任』による。
- 寛徳元年（1044年） 12月30日：従五位下（元服日、上東門院御給）
- 寛徳2年（1045年） 4月6日：昇殿。4月26日：侍従。10月23日：左近衛権少将
- 寛徳3年（1046年） 2月11日：従五位上（少将労）、兼近江介。11月13日：正五位下（中宮御給）
- 永承3年（1048年） 正月6日：従四位下（少将）。12月7日：従四位上（上東門院御給）
- 永承4年（1049年） 2月5日：正四位下（二品馨子内親王当年給）
- 永承5年（1051年） 10月13日：従三位（上東門院御給、行幸賞）、権少将如元
- 永承6年（1052年） 正月27日：右近衛少将。6月16日：正三位（父卿譲、自京極第遷幸太政官朝所賞）。11月5日：右近衛中将
- 永承7年（1053年） 2月26日兼：美作権守
- 天喜2年（1054年） 2月22日：従二位（中宮去年御家賞）
- 康平3年（1060年） 2月：兼：美作権守。12月16日：参議、中将権守等如元
- 康平6年（1063年） 2月27日：権中納言
- 康平7年（1064年） 10月13日：正二位（行幸東北院院司賞）
- 康平8年（1065年） 3月29日：兼中宮権大夫（中宮・章子内親王）
- 治暦2年（1066年） 正月：勅授
- 治暦4年（1068年） 4月17日：兼皇太后宮権大夫（本宮上）。12月29日：兼右衛門督
- 延久元年（1069年） 7月2日：兼太皇太后宮権大夫
- 延久2年（1070年） 2月17日：兼太皇太后宮大夫
- 延久4年（1072年） 12月2日：権大納言
- 延久6年（1074年） 6月16日：止大夫（章子内親王停宮為二条院）
- 承暦2年（1078年） 12月29日：遭母喪（母氏従三位源懿子）
- 承暦4年（1080年） 8月1日：大納言
- 永保元年（1081年） 12月26日：宣旨、依不出仕被停止職封
- 寛治4年（1090年） 9月25日：出家
- 寛治5年（1091年） 6月6日：受戒。11月7日：薨去

## 系譜
- 父：藤原長家
- 母：源懿子（源高雅の娘）[2]
- 妻：藤原経輔の娘
  - 男子：藤原基忠（1056-1098）
  - 男子：藤原俊忠[3]（1073-1123）
- 妻：藤原敦家の娘
  - 男子：藤原顕良
- 妻：高階業敏の娘
  - 男子：藤原忠実
- 生母不詳の子女
  - 男子：忠円
  - 男子：祐覚
  - 男子：加藤正家（清正系加藤氏の祖先に当たるとされる。）